# To the Sea
"To the Sea" är en sång av den schweiziska musikgruppen Yello från 1997. Låten finns med på bandets studioalbum Pocket Universe, men utgavs också som singel samma år. Stina Nordenstam medverkar med sång på låten och skrev även texten.

## Låtlista

### CD
1. "To the Sea (Radio Version / Northern Mix)" - 3:52
2. "To the Sea (Original Version)" - 3:27
3. "To the Sea (Southern Mix)" - 3:48

### 12"
A
1. "To the Sea (Bangin' Mix)" - 8:21
2. "To the Sea (Planet Trax 'Yello Dubmarine' Mix)" - 7:23

B
1. "To the Sea (Original Mix)" - 5:19
2. "To the Sea (Tswl Mix)" - 4:48

## Listplaceringar
| Lista (1997) | Topplacering |
| ------------ | ------------ |
| Sverige      | 48           |
| Schweiz      | 23           |